# Naval Special Warfare Cold Weather Detachment Kodiak
Das Naval Special Warfare Cold Weather Detachment Kodiak (DET KODIAK) ist sowohl ein Zug des Naval Special Warfare Center (NSWC) als auch ein Marinestützpunkt der US Navy nahe der Stadt Kodiak auf der gleichnamigen Insel im US-Bundesstaat Alaska. Die Basis hat eine Fläche von ca. 55 Acres mit dichten Wäldern, aber das Training findet auch in den Nachbargebieten nahe   Long Island statt. 
Der Stützpunkt wurde 1987 eingerichtet und bietet dieselben klimatischen Bedingungen, wie sie auch in Teilen Nordkoreas herrschen. 

## Auftrag
Das Naval Special Warfare Cold Weather Detachment Kodiak ist verantwortlich für die Winterkampfausbildung der US Navy SEALs.

## Ausbildungsbetrieb
Im Zuge der zunehmenden Spannungen zwischen der Demokratischen Volksrepublik und den Vereinigten Staaten wurde der Ausbildungsbetrieb verstärkt. Mittlerweile durchlaufen sechs SEAL-Ausbildungsklassen, mit je 40 Mann, einen 28-Tage-Kurs pro Jahr. 
Der Ausbildungsabschnitt umfasst ein Überlebens-, Orientierung- und fortgeschrittenes taktisches Training in Wald- und Küstenregionen bei winterlichem bzw. arktischem Klima. 
Der Kurs schließt sich an das Basic Underwater Demolition/SEAL (BUD/S) Selection an. Ein erfolgreiches Absolvieren ist die Voraussetzung für die folgende Versetzung zu einem SEAL Team.

## Kommandeur
Der Stützpunkt und die Ausbildungseinheit steht unter dem Kommando von Ensign Ron Rector.